# Римский договор (1924)
Римский договор — двусторонний международный договор о разделе Свободного города Фиуме (Риека), подписанный 27 января 1924 года в городе Рим, Италия представителями королевств Югославия и Италия.
По условиям договора Италия аннексировала территорию города Фиуме (Риека), тогда как к Югославии отошёл город Сушак. Формальная аннексия Фиуме Италией произошла 16 марта 1924 года. Граница между странами прошла по реке Рьечина. Таким образом, Римский договор отменил действие Рапалльского договора.
Правительство республики Фиуме не признало договора и продолжало существовать в изгнании, несмотря на то, что международная организация Лига Наций признала раздел законным 7 апреля 1924 года. Итальянские фашисты торжествовали, хотя их надежды на экономическое процветание города после его воссоединения с Италией не оправдались.